# هارينغتون (كيبك)
هارينغتون (بالإنجليزية: Harrington, Quebec)‏ هي بلدية محلية في كيبيك تقع في كندا في Argenteuil Regional County Municipality. يقدر عدد سكانها بـ 853 نسمة ومساحتها 249.30 كم2 .